# Brouwerij De Brabandere (Bavikhove)
Brouwerij De Brabandere is een Belgische familiale brouwerij uit Bavikhove, West-Vlaanderen opgericht in 1894 door Adolphe De Brabandere. Onder bieren worden de merken Bavik, Petrus en Kwaremont voornamelijk verkocht. De brouwerij is een van de grootste onafhankelijke brouwerijen in België en is aangesloten bij de Belgian Family Brewers.

## Geschiedenis
De brouwerij werd op 5 september 1894 opgericht door Adolphe De Brabandere, landbouwer op het Hof ter Koutere in Bavikhove. Hij had in augustus 1894 een brief gericht tot het gemeentebestuur van Bavikhove om 'eene brouwerij te bouwen'. De hoevebrouwerij, sinds 1895 in gebruik genomen, startte met enkele koperen ketels in de brouwzaal, een koer voor de logistiek en een opslagplaats voor mout. In 1909 werd zijn zoon Jozef De Brabandere eigenaar en vergrootte binnen de kortste keren de brouwerij. Hij doopte de naam om tot: brouwerij Sint-Antonius. Tijdens de Eerste Wereldoorlog lag de brouwerij stil, maar nadien werd alles terug opgestart. Na de dood van Jozef De Brabandere in 1929 neemt zijn weduwe het beheer over en doet verdere uitbreidingen.
In 1950 werd besloten dat de brouwerij omgedoopt wordt tot brouwerij De Brabandere. Oorspronkelijk werd het gebrouwen bier alleen verkocht aan cafés en particulieren, maar vanaf 1950 ook aan bierhandelaars. Het bedrijf breidde halverwege de jaren 70 uit in de export en horecasector en begon het merk bekend te maken door sportsponsoring. In 1982 werd Petrusbier gelanceerd en in 1993 werd Wittekerke op de markt gebracht dat ontstond uit de VTM-soap met dezelfde naam. In 1990 werd de naam veranderd naar Brouwerij Bavik, genoemd naar het bier dat het meest verkocht werd. Op datzelfde moment werd de brouwerij als bedrijf afgesplitst van andere activiteiten van de familie (cafés). In 2014 werd de oorspronkelijke naam van Brouwerij De Brabandere opnieuw officieel gemaakt.
Investeringen zijn sinds 2017 gebeurd om de maximale capaciteit van de brouwerij op te drijven tot 500.000 hectoliter. De productie bestond lange tijd uit bier verpakken in flessen of vaten. Met nieuwe installaties kwam ook de mogelijkheid om in blik te verkopen.
Tijdens de coronacrisis in 2020 verloor de brouwerij dat jaar door de sluitingen van de horeca 30% omzetverlies.

## Cijfers
De brouwerij heeft 96 werknemers, waarvan 85 werknemers in de hoofdvestiging in Bavikhove (in 2019). De brouwerij heeft drie entiteiten in Frankrijk, België en Nederland. De jaarlijkse productie van bijna 200.000 hectoliter is bijna evenredig verdeeld over pils- en speciaalbieren.
Drie kwart van de verkoop gaat naar de horeca. In 2021 exporteerde Brouwerij De Brabandere naar meer dan 55 landen, waaronder: Rusland, VS, Chili, Vietnam.

## Aanbod

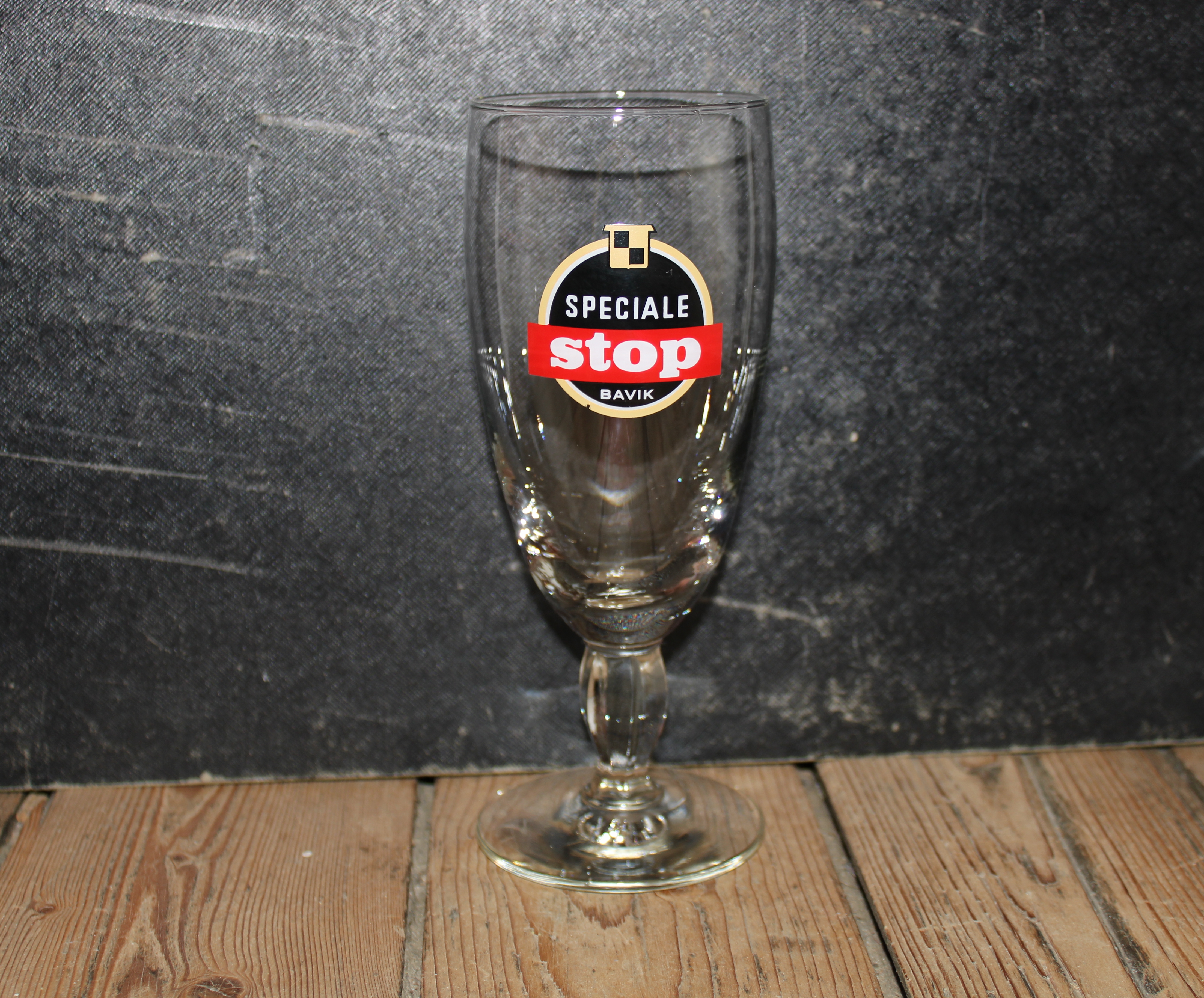
Oud Bavikglas

### Bieren
- Bavik
  - Bavik Super Pils
  - Bavik Export
  - Bavik Dinner Beer Blond
  - Bavik Dinner Beer Faro
  - Bavik Triple Bock
  - Bavik Pony-Stout
  - Bavik Super Wit
- Petrus
  - Petrus Blond
  - Petrus Dubbel
  - Petrus Tripel
  - Petrus Speciale
  - Petrus Aged Pale
  - Petrus Roodbruin
  - RED by Petrus
  - Petrus Nitro
- Wittekerke
  - Wittekerke Rosé
  - Wittekerke Wild
- Ezel
- Kwaremont
  - Kwaremont 0.3
- Pilaarbijter
- Wieze
- Dangerousse
- Demi de Mêlée
- 1894
- Brewmaster's Selection

### Water en frisdranken
- Eaumega

In 2022 stopte het bedrijf met de productie van water en frisdrank van Bon-Val.

## Generaties
Vijf generaties zijn elkaar opgevolgd:
- Adolphe De Brabandere, aan het hoofd in de jaren 1894-1904
- Jozef De Brabandere, aan het hoofd in de jaren 1904-1929
  - Opgevolgd door de weduwe van Jozef De Brabandere in de jaren 1929-1950
- Paul, Albert en Suzanne De Brabandere, aan het hoofd in de jaren 1950-1959
  - Vanaf 1959-1990 Paul en Albert De Brabandere
- Ignace en Vincent De Brabandere, aan het hoofd in de jaren 1990-2017
- Albert De Brabandere, aan het hoofd sinds 2017[12]

## Sponsoring

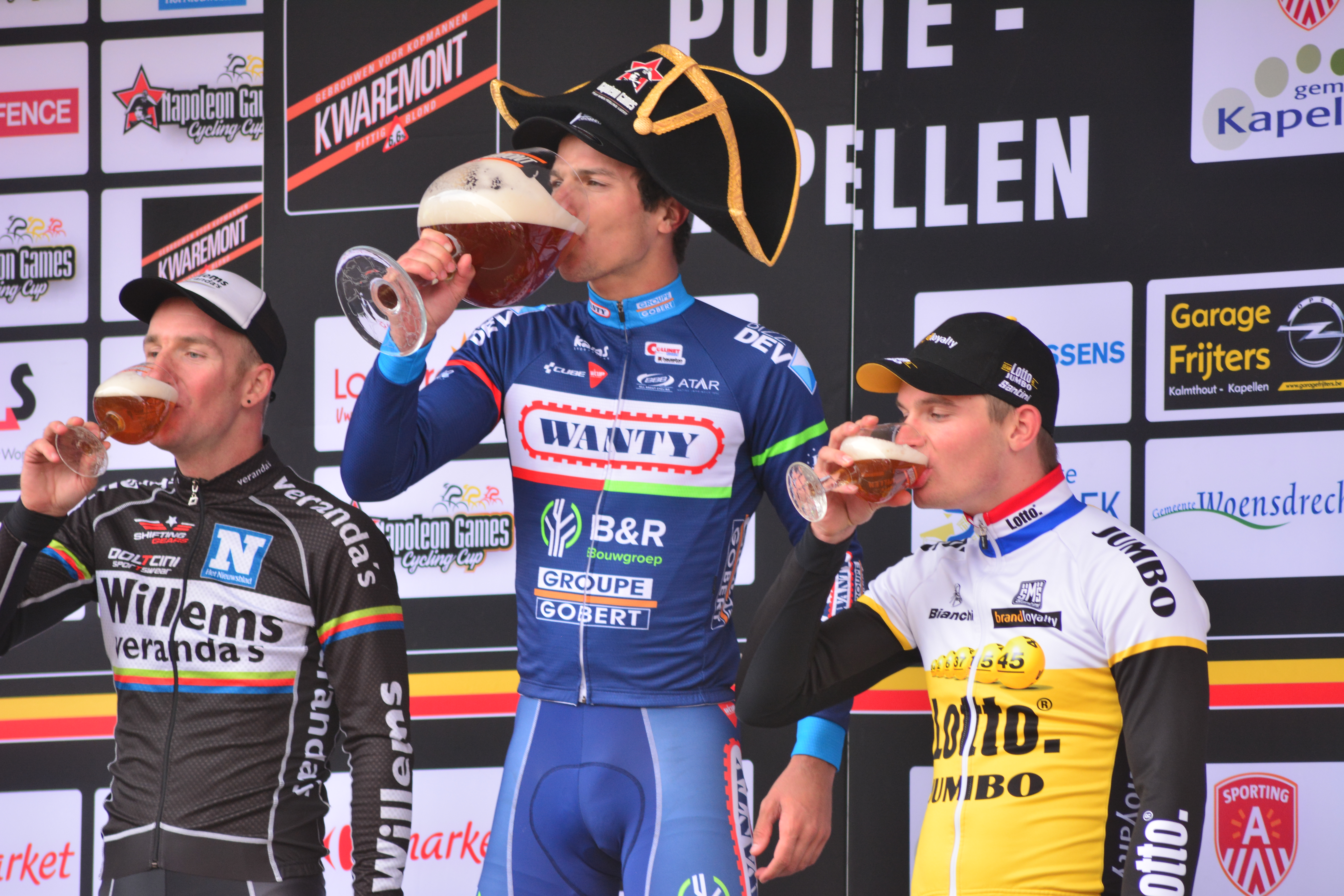
Het podium van de Nationale Sluitingsprijs 2016.

Brouwerij De Brabandere steunt lokale jeugdverenigingen, vrijetijdsverenigingen en sportclubs. Ze is hoofdsponsor van wielerwedstrijden Leiedal Koerse, E3 Harelbeke, Kuurne-Brussel-Kuurne, Nationale Sluitingsprijs en Kwaremont Sluitingsprijs. Van 2014 tot 2016 was het hoofdsponsor van Flanders Classics. Het was ook de hoofdsponsor van de voormalige eerste klasse voetbalclub KSV Waregem.

## Brouwershuys
De ouderlijke woning van de stichter Adolphe De Brabandere ligt naast de brouwerij. Het doet sinds 2019 dienst als bezoekerscentrum. Bezoekers in groep kunnen op afspraak een begeleide toer krijgen doorheen de brouwerij met als afsluiter een maaltijd in het Brouwershuys.